# Juninho Paulista
Oswaldo Giroldo Júnior, mais conhecido como Juninho ou Juninho Paulista (São Paulo, 22 de fevereiro de 1973), é um ex-futebolista brasileiro que atuava como meio-campista. Foi coordenador de futebol da Seleção Brasileira.
Começou sua carreira no Ituano, em 1992, e aposentou-se no mesmo clube, em abril de 2010. Depois de se aposentar, assumiu a gestão administrativa do Ituano.
Quando jogador, teve boas passagens por São Paulo, Vasco, Flamengo e Palmeiras. Meia habilidoso, Juninho integrou a Seleção Brasileira que foi pentacampeã mundial na Copa do Mundo de 2002.
Foi o segundo brasileiro a jogar na Premier League. Em 2008, segundo o jornal inglês The Sun, Juninho foi considerado o melhor brasileiro com passagem pelo futebol inglês. Juninho atuou pelo Middlesbrough.

## Carreira

### Início
Juninho começou no futebol jogando futebol de salão no Juventus, da Mooca. De lá, foi para o Ituano, onde atuou nas divisões de base e juvenil do clube, permanecendo lá até o ano de 1993, como jogador profissional, disputando a primeira divisão do Campeonato Paulista pelo clube. Após chamar a atenção de Telê Santana, o jogador passou a vestir a camisa do São Paulo, clube que o projetaria tanto para o futebol nacional, quanto para o futebol internacional.

### São Paulo
Combinando velocidade e habilidade, o Juninho, de início de carreira no São Paulo, fazia fila nas zagas adversárias e, desta forma, transformou-se em um verdadeiro tormento para as torcidas adversárias.
Brilhou na conquista da Supercopa Libertadores 1993, quando o tricolor travou um emocionante duelo contra o Flamengo na final. Esteve presente na conquista do Mundial Interclubes no final daquela gloriosa temporada do São Paulo e firmou-se como um dos principais jogadores de criação do time paulista.
No ano seguinte, o São Paulo tornar-se-ia o primeiro clube na história a disputar duas partidas oficiais no mesmo dia válidas por torneios a nível nacional e internacional, e Juninho foi o único jogador a participar de ambas as partidas (o que lhe permitiu tornar-se o primeiro jogador a disputar mais de uma partida num mesmo dia pela mesma equipe, bem como mais de uma partida profissional no mesmo local no mesmo dia), marcando um gol contra o Sporting Cristal no primeiro jogo, que valeu pela Copa Conmebol. Nessa partida, atuou por 32 minutos, e depois atuou mais vinte contra o Grêmio, pelo Campeonato Brasileiro.

### Ida para a Europa
Em 1995, vestindo a camisa da Seleção Brasileira, marcou um gol contra a Inglaterra, em uma partida amistosa realizada no famoso Estádio de Wembley. Logo em seguida, ainda naquele ano, foi contratado por um modesto clube inglês, o Middlesbrough. Juninho ficou duas temporadas na Inglaterra e depois seguiu para o Atlético de Madrid, onde teve um bom começo, mas sua passagem pelo clube acabou prejudicada depois de ter a perna quebrada por um carrinho de Michel Salgado, então jogador do Celta de Vigo, em fevereiro de 1998. A lesão forçou Juninho a ficar de fora da Copa do Mundo de 1998.
Em 1999, após o descenso do Atlético de Madrid para a Segunda Divisão, Juninho retornou ao Middlesbrough. Porém, já no ano seguinte, foi emprestado ao Vasco da Gama.

### O retorno e o pentacampeonato mundial
Foi durante esta época que passou a ser chamado de Juninho Paulista, uma vez que no Vasco já havia um Juninho, que passou a ser chamado de Juninho Pernambucano. Com o clube carioca, sagrou-se campeão da Copa João Havelange e da Copa Mercosul, jogando ao lado de craques como Romário, Viola, Euller e o já mencionado Juninho Pernambucano.
O bom entrosamento de Juninho com o time do Vasco, porém, não se repetiu em sua relação com a diretoria cruz-maltina. Insatisfeito com os constantes salários não pagos pelo clube, em 2002, Juninho acabou optando por trocar o Vasco pelo Flamengo.
Embora sua fase no Flamengo não tenha sido das melhores, ainda assim foi convocado pelo técnico Luís Felipe Scolari para a disputa da Copa do Mundo de 2002. Inicialmente titular da equipe, perdeu a vaga para Kléberson a partir das quartas-de-final, mas ainda jogou os últimos minutos da final contra a Alemanha como substituto de Ronaldinho Gaúcho.

### Pós-Copa do Mundo
Logo após a Copa, retornou ao Middlesbrough e participou da conquista da Copa da Liga Inglesa em 2004, o título mais expressivo na história do clube. Deixou o Middlesbrough dois anos depois, sofrendo com uma sequência de lesões que atrapalhavam sua carreira, foi parar no Celtic, da Escócia, onde teve uma passagem sem muito brilho.
Desprestigiado no futebol inglês, Juninho acabou contratado pelo Palmeiras, seu time de coração em meados de 2005. Sua chegada ao Palmeiras coincidiu com a arrancada do time no Brasileirão daquele ano, resultando na classificação da equipe para a Libertadores da América do ano seguinte. Na época, Juninho recebeu a Bola de Prata, prêmio entregue pela revista Placar. Revigorado, Juninho permaneceu mais uma temporada no Palmeiras, clube que o acolhera em um momento de dificuldade.

### Fim de carreira
No início de 2007, aos 34 anos de idade, foi anunciado seu retorno ao futebol carioca, para atuar pelo Flamengo. No entanto, poucos meses após sua chegada na Gávea, o experiente jogador, vendo-se relegado ao banco de reservas, tomou uma atitude inédita em sua carreira, ao se indispor com o técnico Ney Franco durante o intervalo de uma partida válida pela Libertadores da América. Dois dias mais tarde, a diretoria do clube anunciou a rescisão de seu contrato.
Em 1 de agosto de 2007, após ficar alguns meses sem clube, Juninho foi anunciado como jogador do Sydney, mas oito meses depois o clube decidiu não renovar contrato com o jogador.
Voltou ao futebol de forma direta um ano depois, em 15 de junho de 2009, quando assumiu administrativamente o Ituano, clube que o revelou. Após fazer a gestão da equipe na Série D e na Copa Paulista, Juninho decidiu no mês de novembro que jogaria pelo Ituano no ano de 2010.

### Aposentadoria definitiva
Retornou ao futebol em 2010, atuando em algumas partidas do Ituano no Paulistão. No entanto, Juninho não conseguiu evitar que o clube fizesse uma fraca campanha, permanecendo boa parte do torneio na zona de rebaixamento.
No dia 7 de abril de 2010, Juninho encerrou sua carreira, em partida de seu clube, o Ituano, contra a Portuguesa, válida pela 19ª e última rodada da primeira fase do Campeonato Paulista da primeira divisão. O jogo foi realizado no Estádio do Canindé, em São Paulo, e começou dramático contra a luta do rebaixamento, já que o Ituano, que precisava de, pelo menos, um empate, terminou perdendo o primeiro tempo por 2–0. No entanto, o time reagiu, com Juninho marcando um belíssimo gol, o primeiro da equipe no jogo. Ao final, o Ituano venceu por 3–2 e escapou de ser rebaixado para a segunda divisão estadual, na última partida de Juninho como profissional.

## Seleção Brasileira
Em 1995, estreou vestindo a camisa da Seleção Brasileira, marcou um gol contra a Inglaterra, em uma partida amistosa realizada no famoso Estádio de Wembley. Logo em seguida, ainda naquele ano, foi contratado por um modesto clube inglês, o Middlesbrough. Juninho ficou duas temporadas na Inglaterra e depois seguiu para o Atlético de Madrid.
Brilhando no futebol europeu, Juninho entrou, definitivamente, nos planos de Zagallo, técnico da Seleção Brasileira na época.
Participou das Olimpíadas de Atlanta, em 1996, quando o Brasil conseguiu ficar apenas com a medalha de bronze e, dois anos mais tarde, certamente, teria sido convocado para Copa do Mundo de 1998, caso não tivesse sofrido, a quatro meses do início da competição, uma fratura no osso da perna, resultado de uma violenta entrada do zagueiro Míchel Salgado.
Em 2002, embora sua fase no Flamengo não tenha sido das melhores, foi convocado pelo técnico Luís Felipe Scolari para a disputa da Copa do Mundo de 2002 e participou da conquista do quinto título mundial para o Brasil. Começou a Copa do Mundo como titular, vestindo a camisa 19 e completando o ataque que contava com Rivaldo, Ronaldinho Gaúcho e Ronaldo. Disputou as quatro primeiras partidas das sete da campanha brasileira, todas iniciando como titular e sendo substituído no segundo tempo. A partir das quartas de final, virou reserva, estando em seu lugar Kléberson. Só teve chance poucos minutos na final substituindo Ronaldinho Gaúcho.

## Coordenador da CBF
No dia 8 de julho de 2019, assumiu o cargo de coordenador da Seleção Brasileira e substituiu Edu Gaspar, que foi para o Arsenal. Após o fim da Copa do Mundo FIFA de 2022 e com a saída do então técnico Tite, Juninho Paulista deixou o cargo de coordenador da CBF.

## Títulos

#### São Paulo
- Supercopa Libertadores: 1993
- Copa Intercontinental: 1993
- Recopa Sul-Americana: 1993 e 1994
- Copa Conmebol: 1994
- Copa dos Campeões Mundiais: 1995

#### Vasco da Gama
- Campeonato Brasileiro: 2000
- Copa Mercosul: 2000
- Taça Rio: 2001

#### Middlesbrough
- Copa da Liga Inglesa: 2004

#### Atlético de Madrid
- Troféu Villa de Madrid: 1997
- Troféu Ramón de Carranza: 1997

#### Celtic
- Copa da Escócia: 2005

#### Flamengo
- Campeonato Carioca: 2007

#### Seleção Brasileira
- Copa do Mundo: 2002
- Olimpíadas: 1996 (bronze)
- Copa das Confederações: 1997
- Copa Umbro: 1995
- Copa América: 1997

### Prêmios individuais
- Melhor jogador da temporada do Middlesbrough: 1996-97[24]
- Eleito o melhor jogador brasileiro da história do Campeonato Inglês (Premier League) - The Sun [25]
- Eleito o melhor jogador brasileiro a atuar na Inglaterra - The Sun [25]
- Eleito o melhor jogador da história do Middlesbrough (PFA)[24]
- Bola de Prata da revista Placar: 2000 (atuando no Vasco), 2005 (atuando pelo Palmeiras)
- Seleção do ano na América do Sul; 2000 e 2001